# پالتان
پالتان (به انگلیسی: Phaltan) یک منطقهٔ مسکونی در هند است که در بخش ستارا واقع شده‌است. پالتان ۱۰٫۲۸ کیلومتر مربع مساحت و ۵۲٬۱۱۸ نفر جمعیت دارد و ۵۶۸ متر بالاتر از سطح دریا واقع شده‌است.